# Воздухонезависимый двигатель

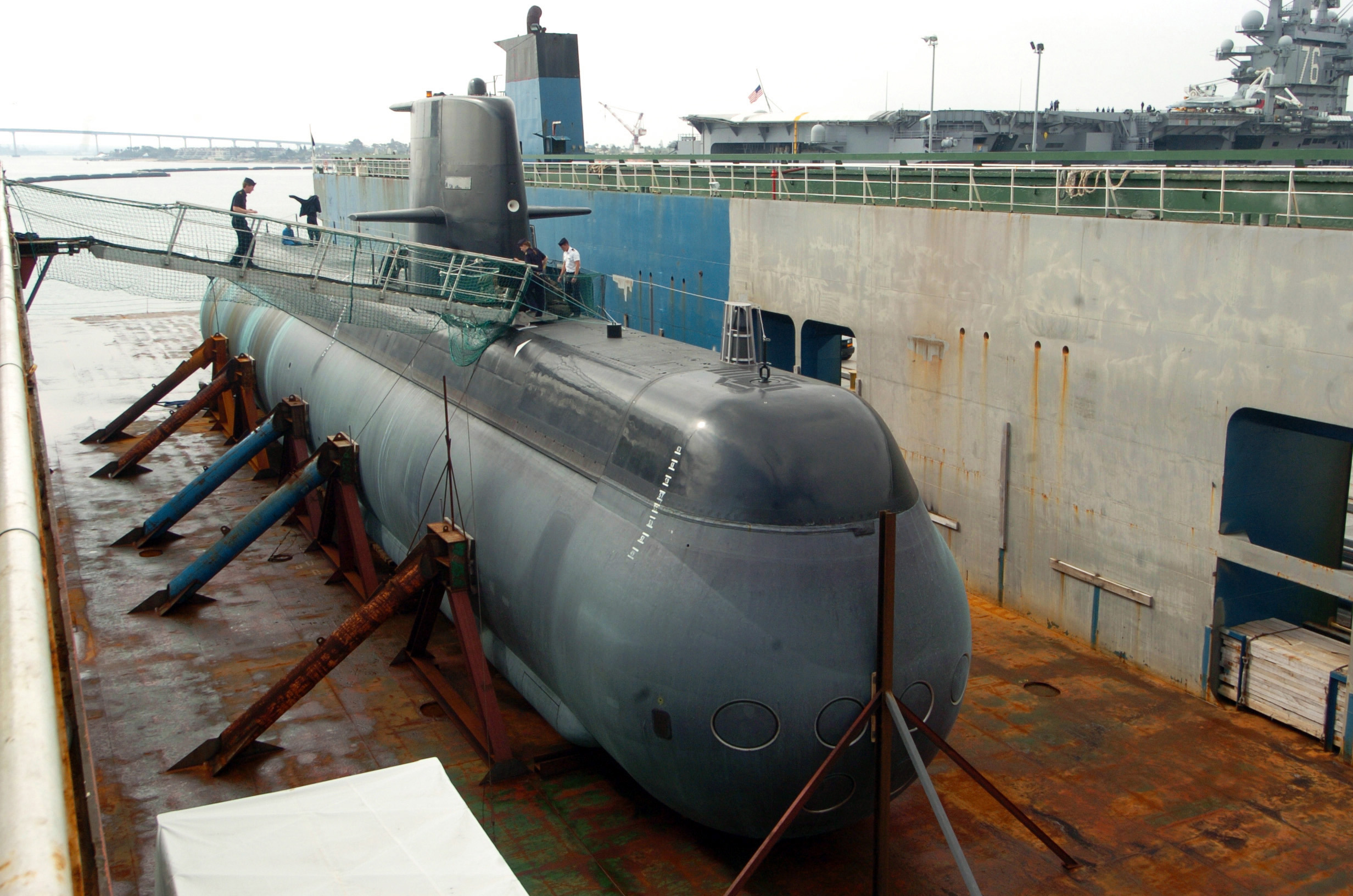
ДПЛ «Готланд» прибыла в Сан-Диего, США. 2005 год

Воздухонезависимый двигатель — понятие, включающее в себя технологии, которые позволяют подводной лодке плавать без необходимости подниматься на поверхность. Понятие обычно исключает использование ядерной энергии (НАПЛ).
Распространение получили четыре вида:
1. двигатели с внешним подводом тепла (Стирлинга),
2. дизели замкнутого цикла,
3. паротурбинные установки замкнутого цикла
4. энергетические установки с электрохимическими генераторами.

## Разработки
К созданию воздухонезависимой энергетической установки разные страны подошли по-своему:
- Швеция пошла по пути создания установки на базе двигателя Стирлинга;
- основой немецкой установки стали электрохимический генератор и интерметаллидное хранение водорода
- французы создали установку МЕSМА (Module d’Energie Sous-Marine Autonome) на основе работы турбины по замкнутому циклу, использующей этанол и жидкий кислород
- Россия: КБ «Рубин» своим направлением по созданию ВНЭУ избрало электрохимический генератор (топливный  элемент)[1][2]. За прошлое десятилетие специалисты «Рубина» серьёзно продвинулись по программе создания перспективной анаэробной энергетической установки, построив и протестировав демонстратор технологий и береговой стенд; следующим этапом должна стать установка опытного образца ВНЭУ на корабль-носитель (которым может стать ПЛ «Санкт-Петербург»).

## Применение
Неатомные подводные лодки с воздухонезависимой энергетической установкой (ВНЭУ) имеются у Франции (группа компаний Naval), Швеции (Saab), Германии (Siemens и ThyssenKrupp Marine Systems), Японии (Kawasaki при поддержке Saab), Испании (Técnicas Reunidas) и Китая.

### Двигатель Стирлинга
В первой половине 1960-х годов военно-морские справочники указывали на возможность установки на подводных лодках типа «Шёурмен» производства Швеции воздухонезависимых двигателей Стирлинга. Однако ни «Шёурмены», ни последовавшие за ними «Наккены» и «Вестеръётланды» указанные силовые установки так и не получили. И только в 1988 году головная субмарина типа «Наккен» была переоборудована под двигатели Стирлинга. С ними она прошла под водой более 10 тыс. часов. Другими словами, именно шведы открыли в подводном кораблестроении эру вспомогательных анаэробных двигательных установок. И если «Наккен» — первый опытный корабль этого подкласса, то субмарины типа «Готланд» стали первыми серийными лодками с двигателями Стирлинга, которые позволяют им находиться под водой непрерывно до 20 суток. В настоящее время по большей части подводные лодки ВМС Швеции оснащены двигателями Стирлинга, а шведские кораблестроители уже хорошо отработали технологию оснащения этими двигателями подводных лодок, путём врезания дополнительного отсека, в котором и размещается новая двигательная установка.
В 2005—2007 гг. подводная лодка «Готланд» была сдана в лизинг США для использования на учениях в качестве подводного противника. Шведские моряки наглядно показали своим американским коллегам насколько сложна оборона от современных неатомных субмарин.
Подобные двигатели установлены также в новейших японских подводных лодках типа «Сорю».

### Газотурбинный двигатель
На форуме «Армия-2019» в июне 2019 года генеральный директор санкт-петербургского КБ «Малахит», входящего в состав ОСК, Владимир Дорофеев сообщил, что его КБ ведёт активную разработку принципиально нового воздухонезависимого (анаэробного) двигателя замкнутого цикла газотурбинного типа. Предприятие раскрыло на форуме некоторые подробности разработки и презентовало проект новейшей подводной лодки под условным наименованием «Проект П-750Б», на которой будет установлен такой двигатель.
По словам ведущего конструктора КБ «Малахит» Игоря Караваева, новый двигатель имеет два режима работы — надводный и подводный. В надводном режиме для работы газотурбинной установки используется атмосферный воздух. В подводном — из сосудов Дьюара подаётся жидкий окислитель, а выделяемая турбиной двигателя газовая смесь снова замораживается, таким образом двигатель не потребляет из окружающей среды и не выделяет в окружающую среду ничего. Только с помощью этой установки подлодка П-750Б развивает скорость подводного хода в 10 узлов и более.

### Литиевые батареи
Поскольку воздухонезависимая энергетическая установка требует для своей работы запаса на борту подводной лодки жидкого кислорода или водорода, а также из-за невысокой дальности подводного хода, обеспечиваемой ВНЭУ, существует тенденция к возвращению в современных проектах неатомных подводных лодок к традиционной дизель-электрической схеме с использованием более ёмких современных типов аккумуляторов (например, литий-полимерных или литий-ионных).
Примерами подводных лодок, использующих подобный подход, являются французские Shortfin Barracuda, которые должны были быть поставлены Австралии, южнокорейские подлодки KSS-III Batch II, японские подлодки класса Тайгэй (наследницы класса Сорю, использующего двигатель Стирлинга).
Основным недостатком такой энергетической установки является её высокая стоимость, особенно в условиях России, где всего один производитель аккумуляторов подобного типа.